# Chaetophthalmus bicolor
Chaetophthalmus bicolor är en tvåvingeart som först beskrevs av Macquart 1848.  Chaetophthalmus bicolor ingår i släktet Chaetophthalmus och familjen parasitflugor. Inga underarter finns listade i Catalogue of Life.